# Leonora O'Reilly
Pour les articles homonymes, voir O'Reilly.
Léonora O'Reilly, née le 16 février 1870 à New York et morte le 3 avril 1927 à Brooklyn, est une réformatrice sociale américaine, figure du syndicalisme américain et du féminisme, défenseure de la formation professionnelle à destination des femmes.   
Elle fonde la Working Women's Society en 1886 .  
Avec Josephine Shaw Lowell, elle participe à la création de la National Consumers' League en 1899.   
Leonora O'Reilly fait partie des membres fondateurs de la National Association for the Advancement of Colored People (NAACP). En 1903, elle fait aussi partie des fondatrices de la Women's Trade Union League aux côtés de Mary Kenney O'Sullivan, Lillian Wald, Margaret Dreier Robins, Rose Schneiderman, Mary Morton Kehew et Jane Addams.  

## Biographie

### Jeunesse et formation

#### Une enfance pauvre
Leonora O'Reilly est la fille unique et la cadette des deux enfants de John O'Reilly, un imprimeur et de Winifred Rooney O'Reilly, une ouvrière du textile, tous deux sont des migrants qui ont fui l'Irlande après la famine de la pomme de terre. Une fois mariés, ils ouvrent une épicerie à New York. En 1871, leur fils aîné meurt suivi du décès de John O'Reilly lui même. Winifred O'Reilly se retrouve seule, sans un sou avec sa fille dans une situation de précarité,,,,,,,.
Leonora O'Reilly grandit dans le quartier de l'East Side avec sa mère qui en plus de travailler à l'usine apporte régulièrement  des travaux de couture à la maison. À ses onze ans, après ses études primaires, Léonora O'Reilly est embauchée dans une usine fabriquant des cols, puis à l'âge de ses treize ans, elle et sa mère travaillent 60 heures par semaine dans des sweatshops ou ateliers de misère ,,,,,.

#### Les débuts dans le syndicalisme
Leonora O'Reilly évolue dans un quartier, celui de l'East Side dont la particularité est d'être habité par différents militants radicaux : Irlandais indépendantistes, marxistes qui ont l'Allemagne de Bismarck, des chemises rouges garibaldiennes, des Juifs anarchistes et socialistes qui ont fui la Russie tsariste et des Français communards et d'Américains syndiqués, partisans d'une économie coopérative, du vote pour les femmes.  Ce bain d'idées est renforcé par sa mère qui très tôt l’emmène à des meetings organisés par des syndicats et des conférences du soir données à l'université Cooper Union. La passion de  Winifred O'Reilly pour le syndicalisme ainsi que sa force et sa détermination est un exemple pour Leonora O'Reilly. Sa mère lui apprend à devenir une bonne ouvrière, à avoir l'intelligence des luttes ouvrières et de la nécessité des organisations syndicales. C'est ainsi que Leonora O'Reilly devient membre des Knights of Labor / Chevaliers du travail, à ses seize ans, avec le parrainage d'un ami de sa mère, un machiniste venu de France, Jean Baptiste Hubert qu'elle surnomme Oncle B, ce dernier encourage la jeune Leonora à apprendre le français et à rester fidèle aux sentiments syndicalistes de sa mère. Les Chevaliers du travail sont à l'époque la plus grande organisation ouvrière américaine et la première à accepter des femmes dans ses rangs,,,,.

### Carrière

#### Des engagements divers

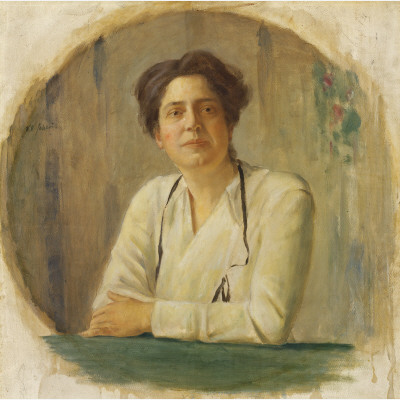
Lillian Wald.

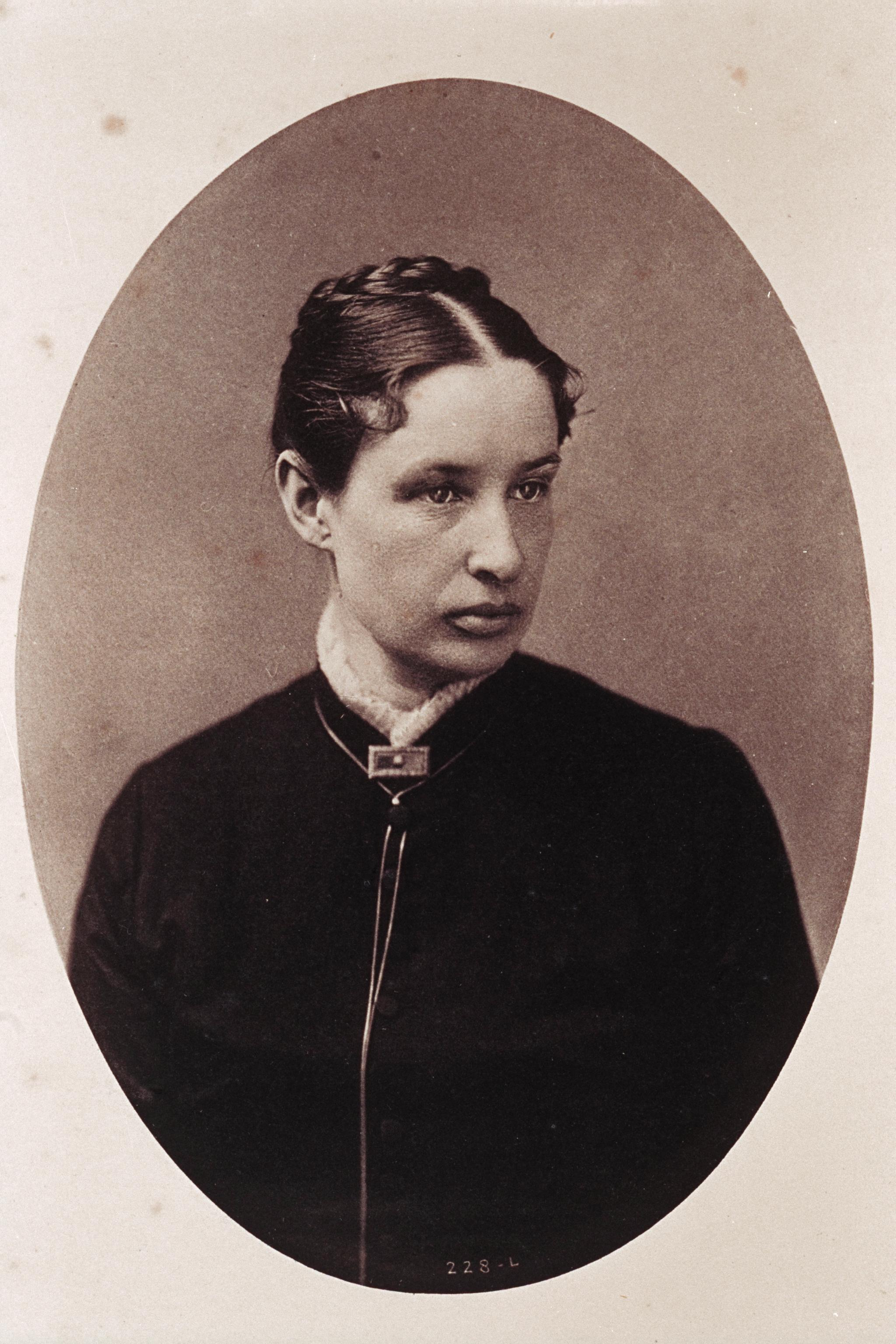
Josephine Shaw Lowell.

C'est grâce à son adhésion aux Chevalier du travail qu'elle fait la connaissance de Victor S. Drury (en), un vieux militant socialiste venu d'Italie, un ami de Giuseppe Mazzini, il lui fait rencontrer Arthur Brisbane, le fils d'Albert Brisbane qui a introduit le fouriérisme aux États-Unis. À la suite de leurs longues conversations et encouragée par eux, Leonora O'Reilly fonde en 1886 un club, la Working Women's Society (« Société des travailleuses ») au 27, Clinton place de New York, club qui a pour mission d'aider les femmes en détresse, de donner des informations utiles, de prêter des livres, d'organiser des meetings,,,.
En 1888, Leonora O'Reilly devient membre du Comte Synthetic Club, un groupe consacré à la philosophie du positivisme. Grâce à ce club, elle acquiert une formation qui la familiarise à la lecture d'ouvrages, au maniement des idées, à l'argumentation compensant ainsi le fait qu'elle n'ait pas pu recevoir une éducation secondaire,.
La création de la Working Women's Society attire l'attention de Josephine Shaw Lowell et de Louise S. W. Perkins. Elles rencontrent Leonora O'Reilly, de leurs échanges naît le projet de la Consumer's League of New York fondée en 1891 et donne naissance à la National Consumers League en 1899,,.
Par ses engagements divers, Leonora O'Reilly est amenée à rencontrer divers réformateurs sociaux de la bourgeoisie new-yorkaise, comme le révérend James Huntington (en), Edward King, la tête de file du positivisme à New York, Lilian Wald, fondatrice du Henry Street Settlement (en) et du Social Reform Club et de Felix Adler le fondateur de la Society for Ethical Culture,.

#### L'étudiante (1887-1900)
Durant toutes ces années, Leonora O'Reilly continue à travailler 10 heures par jour comme contremaître dans une chemiserie, tout en animant la Working Women's Society, le soir, pour faciliter les prises de notes, elle apprend la sténographie auprès de la Young Women's Christian Association de New York. Plusieurs de ses amies, Louise S. W. Perkins, Josephine Shaw Lowell et la philanthrope Grace Hoadley Dodge (en) dégagent des fonds pour qu'elle puisse bénéficier de temps pour se consacrer à l'étude des réformes sociales et le développement de ses talents d'oratrice et de mobilisation pour les organisations sociales. Cette année commence à l'été 1897, où elle est prise en charge, en tant que résident, au sein du Henry Street Settlement (en) fondé par Lillian Wald. Durant son séjour au Henry Street Settlement elle travaille avec Lavinia Dock (en) sur un projet d’atelier coopératif. Parallèlement à ses études, elle travaille comme secrétaire pour le Social Reform Club et anime un club de jeunes ouvriers où elle découvre à la fois la nécessité d'un enseignement populaire et son gout pour enseigner. En 1898, elle est acceptée par l'Institut Pratt de Brooklyn où elle suit des cours d'arts ménagers pour former des enseignants du second degré et des cours de psychologie et écrit une thèse titrée Has Sewing a Right to Be Termed Manual Training ? (« La couture a-t-elle le droit d’être qualifiée de formation manuelle ? »). Elle obtient son diplôme en 1900,,.

#### Les nouvelles directions

##### L'enseignante

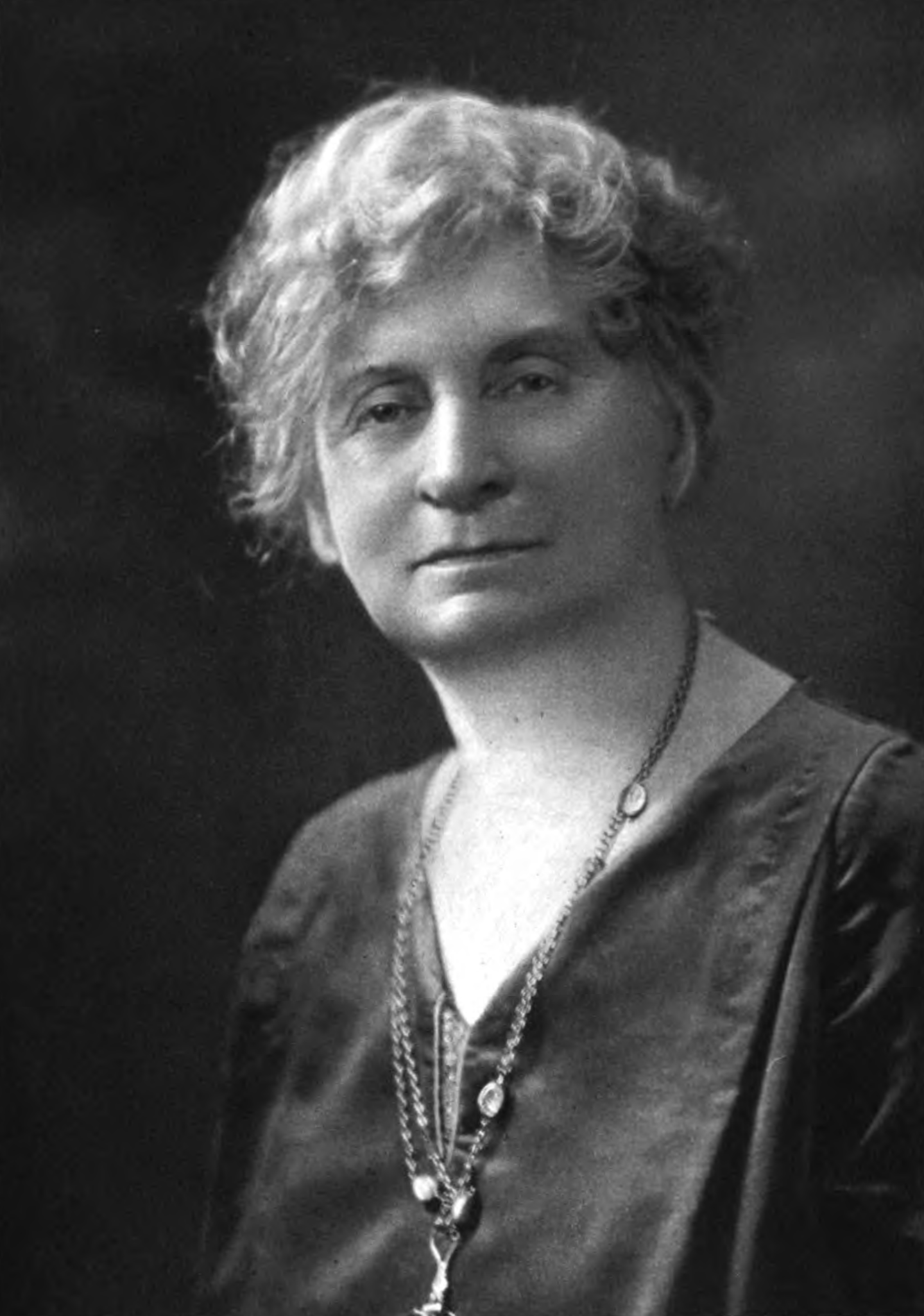
Mary Raphael Schenck Woolman.

Une fois diplômée, Leonora O'Reilly, travaille pour l'Asacog House, un centre d'accueil (settlement house) de Brooklyn, jusqu'en 1902, date à laquelle est embauchée comme responsable du département de conduite des machines par la Manhattan Trade School for Girls (en) qui vient d'être créée par Mary Schenck Woolman (en), poste qu'elle occupe jusqu'en 1909,,.   
Mais ses intentions diffèrent de celles de Mary Schenk Woolman, selon Leonora O'Reilly, le développement des compétences professionnelles des femmes est un moyen de les réunir, de se syndicaliser, alors les objectifs de Mary Schenk Woolman se restreignent à la simple acquisition de savoir-faire, beaucoup plus conservateurs, décourageant même les femmes à se syndiquer,.   

#### La leader syndicaliste

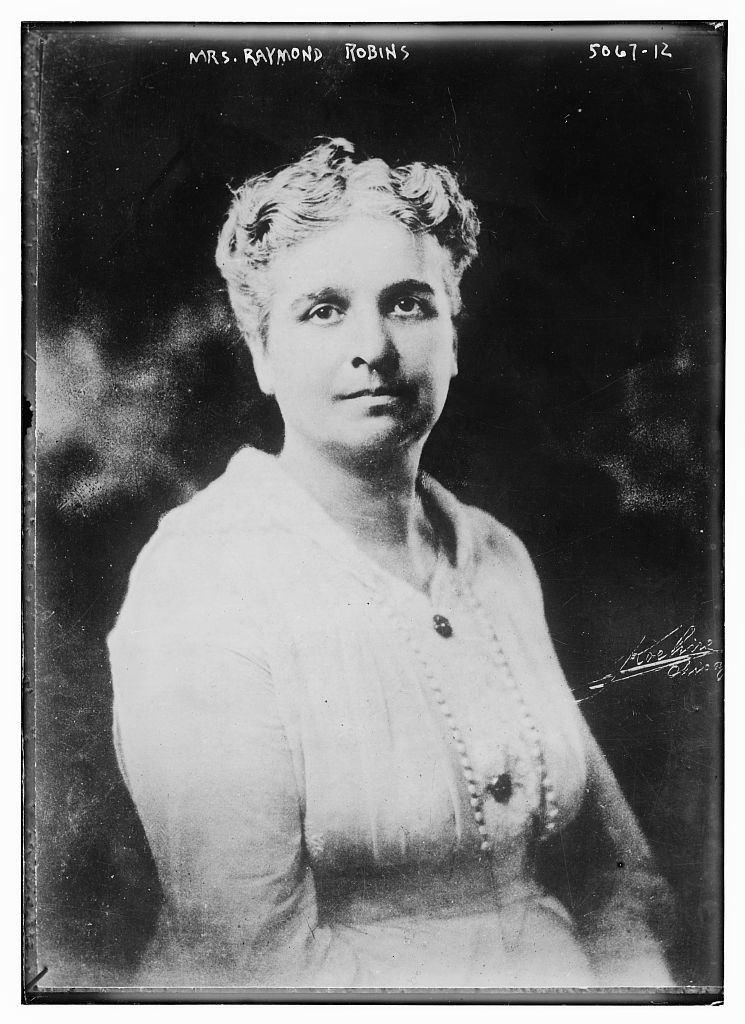
Margaret Dreier Robins.

Dès 1903, Leonora O'Reilly participe à la fondation de la  Women’s Trade Union League (WTUL) avec William English Walling (en) et Mary Kenney O'Sullivan organisation fondée d'après la Women's Trade Union League (Royaume-Uni) fondée en 1874. En novembre 1903, Leonora O'Reilly siège à son conseil de direction, elle amène dans son sillage Mary Dreier qui devient la présidente de la section de la WTUL à New York et sa sœur Margaret Dreier Robins qui dirige la section de la WTUL de Chicago. Rose Schneiderman rejoint également la WTUL,,,.
En 1909, avec Lilian Wald et Florence Kelley, elle signe l’appel à la création de la National Association for the Advancement of Colored People (NAACP) et fait partie de ses fondatrices puis en devient membre de son conseil administration,,.

### Notices dans des encyclopédies et manuels de références
- (en-US) Paul Wilson Boyer (dir.), Notable American Women : A Biographical Dictionary, vol. 2. G-O, Cambridge, Massachusetts, Belknap Press of Harvard University Press, 1er janvier 1971, 659 p. (ISBN 9780674288355, lire en ligne), p. 651-653. ,
- (en-US) Ellen Condliffe Lagemann, A Generation of Women : Education in the Lives of Progressive Reformers, Cambridge, Massachusetts, Harvard University Press, 6 décembre 1979, 207 p. (ISBN 9780674344716, lire en ligne), p. 88-112. ,
- (en-US) Meredith Tax, The Rising of the Women : Feminist Solidarity and Class Conflict, 1880-1917, New York, Monthly Review Press, 1er janvier 1980, 340 p. (ISBN 9780853455493, lire en ligne), p. 95-124. ,
- (en-US) Alden Whitman (dir.), American Reformers : An H.W. Wilson Biographical Dictionary, New York, H. W. Wilson, 1er septembre 1985, 935 p. (ISBN 9780824207052, lire en ligne), p. 619-620. ,
- (en-US) Anne Commire & Deborah Klezmer (dir.), Women in World History : A Biographical Encyclopedia, vol. 12. O-Q, Waterford, Connecticut, Yorkin Publications / Gale Cengage, 19 juin 2001, 896 p. (ISBN 9780787640712, lire en ligne), p. 144-149. ,

### Essais et biographie
- (en-US) Nancy Schrom Dye, As Equals And As Sisters : Feminism, The Labor Movement, And The Women's Trade Union League Of New York, Columbia, Missouri, University of Missouri Press, février 1981, 203 p. (ISBN 9780826203182, lire en ligne),
- (en-US) Jacklyn Collens, Cultivating Solidarity : Leonor ating Solidarity: Leonora O'Reilly a O'Reilly, Working-Class W orking-Class Women, and omen, and Middle-Class Allies in the American Woman Suffrage Movement, Yonkers, état de New York, Sarah Lawrence College, mai 2016, 58 p. (lire en ligne). ,

### Articles
- (en-US) Robin Miller Jacoby, « The Women's Trade Union League and American Feminism », Feminist Studies, vol. 3, nos 1/2,‎ automne 1975, p. 126-140 (15 pages) (lire en ligne ),
- (en-US) Maurine Weiner Greenwald, « Historians and the Working-Class Woman in America », International Labor and Working-Class History, nos 14/15,‎ printemps 1979, p. 23-32 (10 pages) (lire en ligne ),
- (en-US) Susan Amsterdam, « The National Women's Trade Union League », Social Service Review, vol. 56, no 2,‎ juin 1982, p. 259-272 (14 pages) (lire en ligne ),
- (en-US) Mary J. Bularzik, « The bonds of belonging: Leonora O'reilly and social reform », Labor History, vol. 24, no 1,‎ 1983 (lire en ligne )
- (en-US) Mary E. Triece, « Appealing to the "Intelligent Worker": Rhetorical Reconstitution and the Influence of Firsthand Experience in the Rhetoric of Leonora O'Reilly », Rhetoric Society Quarterly, vol. 33, no 2,‎ printemps 2003, p. 5-24 (20 pages) (lire en ligne ),
- (en-US) Susan Ware, « Overlooked No More : Leonora O’Reilly, Suffragist Who Fought for Working Women », The New York Times,‎ 21 août 2020 (lire en ligne  [html]).
- (en-US) Rosemary Rogers, « Wild Irish Women: Leonora O’Reilly », Irish America Magazine,‎ été 2021 (lire en ligne). ,

## Archives
Les archives de Léonora O'Reilly sont déposées et consultables auprès de la bibliothèque Schlesinger de l'Institut Radcliffe pour les études avancées de l'Université Harvard.